# Tomasz Wilczak
Tomasz Wilczak (ur. 12 marca 1955 w Poznaniu) – polski inżynier środowiska i menedżer. W latach 2005–2007 podsekretarz stanu w Ministerstwie Gospodarki. 

## Życiorys
W 1978 ukończył Politechnikę Poznańską, Wydział Budownictwa Lądowego, kierunek inżynieria środowiska. W 1986 obronił tamże pracę doktorską. 
W latach 1986–1991 adiunkt w Zakładzie Ogrzewnictwa i Wentylacji Politechniki Poznańskiej. Specjalizował się w pracach badawczych w zakresie automatyzacji systemów ciepłowniczych oraz konstrukcji wymienników ciepła. 
W latach 1978–1979 pełnił funkcję samodzielnego referenta ds. technicznych w ZPOW „HORTEX” w Środzie Wielkopolskiej, gdzie zdobył doświadczenie w zakresie projektowania i eksploatacji importowanych urządzeń chłodniczych i ciepłowniczych.
Od 1991 do 2002 pracownik Poznańskiej Energetyki Cieplnej S.A., gdzie w latach 1997–2002 pełnił funkcję kierownika wydziału rozwoju. Do jego obowiązków należało, m.in.: opracowywanie planów rozwoju spółki oraz realizacja zadań Programu Rządowego PR-8 i zamówienia rządowego w zakresie automatyzacji systemu ciepłowniczego. 
W latach 1999–2002 był członkiem Komitetu Koordynacyjnego ds. Badań i Postępu Technicznego Międzynarodowej Unii Producentów i Dystrybutorów Ciepła – EuroHeat & Power – UNICHAL. W latach 1996–1997 ekspert Banku Ochrony Środowiska w programie konwersji źródeł węglowych na paliwo gazowe, realizowanego we współpracy z Bankiem Światowym. W latach 1992–1998 członek Rady Ekspertów przy „Unii Ciepłownictwa”.
W latach 2002–2004 prezes zarządu SYDKRAFT TERM sp. z o.o. wcześniej, w latach 2000–2002, członek rady nadzorczej tej firmy. Od 2004 prezes zarządu spółki Infrastruktura Gminna – Grupa Zachód. W 2005 pełnił funkcję prezesa zarządu spółki COGEN. 
Od 4 listopada 2005 do 31 stycznia 2007 był podsekretarzem stanu w Ministerstwie Gospodarki. 24 stycznia 2006 został prezesem Polskiej Organizacji Turystycznej. Na stanowisku pozostawał do 27 listopada 2006. 
Autor i współautor ok. 50 publikacji w zakresie ciepłownictwa, badań wymienników ciepła i innych urządzeń, oraz automatyzacji systemów ciepłowniczych. Rzeczoznawca Polskiego Zrzeszenia Inżynierów i Techników Sanitarnych w zakresie ogrzewania i ciepłownictwa. Współautor jednego patentu i kilku wzorów użytkowych. 
Biegle włada językiem angielskim. Zna także język niemiecki i rosyjski. 
Ma żonę Aurelię oraz synów Marcina i Adama.